# Foszforil-klorid
A foszforil-klorid (más néven foszfor-oxiklorid) színtelen folyadék, képlete POCl3. Nedves levegőn foszforsav és hidrogén-klorid keletkezése közben hidrolizál. Nagyléptékű ipari előállítása foszfor-triklorid és oxigén vagy foszfor-pentoxid felhasználásával történik. Főként foszfofát észterek, például trikrezil-foszfát előállítására használják.

## Szerkezete
A foszfátokhoz hasonlóan molekulája tetraéderes alakú, benne három  P−Cl kötés és egy erős P=O kettős kötés található, utóbbinak becsült kötés disszociációs energiája 533,5 kJ/mol.

## Fizikai tulajdonságai
Folyadéktartománya nagyon hasonlít a vízére: olvadáspontja 1 °C, forráspontja 106 °C. Szintén a vízhez hasonló tulajdonsága autoionizációja, ennek során egyensúlyi reakcióban POCl2+,Cl− keletkezik.

## Kémiai tulajdonságai
Vízzel hidrogén-klorid és foszforsav képződése közben reagál:
O=PCl3 + 3 H2O → O=P(OH)3 + 3 HCl
A fenti reakció köztitermékeit, többek között a pirofoszforil-kloridot (P2O3Cl4) izolálták.
Feleslegben levő alkoholokkal és fenolokkal kezelve foszfát észterek keletkeznek:
O=PCl3 + 3 ROH → O=P(OR)3 + 3 HCl
Ezeket a reakciókat HCl megkötésére képes anyagok, például piridin vagy valamilyen amin jelenlétében végzik.
Lewis-bázisként is reagálhat, különböző Lewis-savakkal, például titán-tetrakloriddal adduktumokat képez:
Cl3PO + TiCl4 → Cl3POTiCl4
Alumínium-kloriddal képzett adduktuma (POCl3·AlCl3) meglehetősen stabil, így a POCl3 felhasználható arra, hogy a reakcióelegyekből – például egy Friedel–Crafts-reakció végén – eltávolítsák az AlCl3-ot.
Lewis-sav katalizátor jelenlétében a POCl3 hidrogén-bromiddal POBr3-at képez.

## Előállítása
Számos módszerrel előállítható. Elsőként Charles Adolphe Wurtz francia kémikus számolt be róla 1847-ben, ő foszfor-pentakloridot reagáltatott vízzel.

### Oxidációval
Ipari előállítása a foszfor-triklorid oxigénnel történő oxidációján alapul:
2  PCl3 + O2 → 2  POCl3
Egy másik, hasonló eljárásban a foszfor-trikloridot kálium-kloráttal oxidálják:
3 PCl3 + KClO3 → 3 POCl3 + KCl

### Oxigenizálás
A foszfor-pentaklorid (PCl5) reakciója foszfor-pentoxiddal (P4O10):
6 PCl5 + P4O10 → 10 POCl3
A reakció egyszerűsíthető a PCl3 és P4O10 keverékének klórozásával, ami in situ hozza létre a PCl5-ot.
A foszfor-pentaklorid és bórsav vagy oxálsav reakciója:
3 PCl5 + 2 B(OH)3 → 3 POCl3 + B2O3 + 6 HCl
PCl5 + (COOH)2 → POCl3 + CO + CO2 + 2 HCl

### További eljárások
A trikalcium-foszfát szenes redukciója klórgáz jelenlétében:
Ca3(PO4)2 + 6 C + 6 Cl2 → 3 CaCl2 + 6 CO + 2 POCl3
Beszámoltak foszfor-pentoxid és nátrium-klorid reakciójában történő keletkezéséről is:
2 P2O5 + 3 NaCl → 3 NaPO3 + POCl3.

## Felhasználása
Egyik kereskedelmi felhasználása a foszfát észterek gyártása. A triaril-foszfátokat, például a trifenil- és trikrezil-foszfátot a PVC égésgátló és lágyító szereként használják. A trialkilfoszfátokat, például a tributil-foszfátot folyadék-folyadék extrakciós oldószerként használják, többek között a nukleáris fűtőelemek feldolgozása során.
A félvezetőiparban a POCl3-at a diffúziós eljárás foszforforrásaként alkalmazzák. A foszforral történő dópolás n-típusú félvezetőréteget hoz létre a szilícium lapok felületén.[forrás?]

### Reagensként
A laboratóriumban dehidratációs reakciók reagenseként alkalmazzák, erre példa a primer amidok nitrilekké történő átalakítása:
RC(O)NH2 + POCl3 → RCN + "PO2Cl" + 2 HCl
Hasonló reakcióval egyes aril-szubsztituált amidok gyűrűzárása végezhető el a Bischler–Napieralski-reakcióban.
Ezekről a reakciókról feltételezik, hogy imidoil-kloridon keresztül játszódnak le. Egyes esetekben az imidoil-klorid a végtermék, például a piridonok és pirimidonok klórszármazékká, például 2-klórpiridinné és 2-klórpirimidinné, a gyógyszeriparban használt köztitermékekké alakíthatók.
A Vilsmeier–Haack-reakcióban a POCl3 amiddal reagálva „Vilsmeier-reagenst”, klór-imínium sót hoz létre, mely azután elektronban gazdag aromás vegyületekkel reagálva – vizes feldolgozást követően – aromás aldehidekké alakítható.

## Fordítás
Ez a szócikk részben vagy egészben  a   Phosphoryl chloride című angol Wikipédia-szócikk ezen változatának fordításán alapul.  Az eredeti cikk szerkesztőit annak laptörténete sorolja fel. Ez a jelzés csupán a megfogalmazás eredetét és a szerzői jogokat jelzi, nem szolgál a cikkben szereplő információk forrásmegjelöléseként.

## További irodalom
- Handbook of Chemistry and Physics, 71st, Ann Arbor, MI: CRC Press (1990. március 7.)
- Stecher, Paul G.. The Merck Index of Chemicals and Drugs, 7th, Rahway: Merck & Co (1960. március 7.). OCLC 3653550
- Wade, L. G., Jr. Organic Chemistry, 6th, Upper Saddle River, NJ: Pearson/Prentice Hall, 477. o. (2005. március 7.)
- Walker, B. J.. Organophosphorus Chemistry. Harmondsworth: Penguin, 101–116. o. (1972. március 7.)
- CDC – NIOSH Pocket Guide to Chemical Hazards